# André Martins
André Renato Soares Martins (Santa Maria da Feira, 21 januari 1990) is een Portugees voetballer die bij voorkeur als middenvelder speelt. Hij verruilde in 2022 het Poolse Legia Warschau voor Israëlische Hapoel Beër Sjeva. Sinds zijn vertrek bij die laatste club in juli 2023 is hij clubloos.

## Clubcarrière
Martins komt uit de jeugdopleiding van Sporting Lissabon. Die club leende hem uit aan Real Massamá, CF Os Belenenses en Pinhalnovense om ervaring op te doen. Op 22 oktober 2011 debuteerde hij voor Sporting Lissabon, in de Europa League tegen het Roemeense FC Vaslui. Hij viel een kwartier voor tijd in voor Diego Capel. Hierna speelde achtereenvolgens voor Olympiakos Piraeus, Legia Warschau en Hapoel Beër Sjeva.

## Interlandcarrière
Martins debuteerde in 2011 voor Portugal –21. Op 27 mei 2013 werd hij door Portugees bondscoach Paulo Bento bij de Portugese selectie gehaald voor de WK-kwalificatiewedstrijden tegen Rusland (7 juni 2013) en Kroatië (10 juni 2013). In die laatste wedstrijd maakte hij zijn officiële debuut, net als Henrique Sereno. Hij viel in die wedstrijd na 83 minuten in voor João Moutinho. Martins nam deel aan de Olympische Zomerspelen 2016 waar hij met het Portugese team de kwartfinale bereikte.